# Блюз кубинского негра
«Блюз кубинского негра» — студийный альбом Фёдора Чистякова и группы F4Band, выпущенный в 2004 году. На всех фотографиях диска Федор Чистяков представлен в образе негра.

## Список композиций
| №   | Название                       | Текст песни                     | Музыка                | Длительность |
| --- | ------------------------------ | ------------------------------- | --------------------- | ------------ |
| 1.  | «Мы были молоды и полны сил 1» | Ф. Чистяков                     | Ф. Чистяков           | 4:23         |
| 2.  | «Чудесный день»                | Ф. Чистяков                     | Ф. Чистяков           | 5:22         |
| 3.  | «Ехали по улице трамваи»       | Ф. Чистяков                     | Ф. Чистяков           | 6:16         |
| 4.  | «Хикери-му»                    | Уолтер де ла Мэр, пер. В. Лунин | Ф. Чистяков           | 3:45         |
| 5.  | «Танго»                        |                                 | Р. Адлер, Ф. Чистяков | 4:22         |
| 6.  | «Белые лилии»                  | Ф. Чистяков                     | Ф. Чистяков           | 5:16         |
| 7.  | «Тёмная ночь»                  | В. Агатов                       | Н. Богословский       | 5:30         |
| 8.  | «Мы были молоды и полны сил 2» | Ф. Чистяков                     | Ф. Чистяков           | 1:18         |
| 9.  | «Кислотный дождь»              | Ф. Чистяков                     | Ф. Чистяков           | 5:32         |
| 10. | «Подлёдный лов»                | Г. Кружков                      | Ф. Чистяков           | 4:14         |
| 11. | «Старый клён»                  | М. Матусовский                  | А. Пахмутова          | 4:15         |
| 12. | «Мама приходит с работы»       | Э. Успенский                    | Ф. Чистяков           | 4:50         |

## Участники записи
- Фёдор Чистяков — баян, вокал, акустическая гитара
- Иван Жук — гитара
- Игорь Рудик — клавишные
- Алексей Николаев — барабаны
- Владимир Кожекин — губная гармоника (7)
- Олег Данилов — скрипка (3)

Все композиции записаны и сведены в мае-июле 2001 года на московской студии MMS.

## Критика
Алексей Мажаев в своей рецензии отмечает, что в этом альбоме Чистяков возвращается почти таким, каким его любили в группе Ноль. В самих песнях появляется что-то «нолевское», хотя и звучат они совсем по-новому.
Однако в рецензии Музыкальной газеты наоборот отмечают, что возвращение «нолевского» Чистякова в очередной раз не случилось, хотя в целом альбом оценивается достаточно положительно.